# Hvis Lyset Tar Oss
Hvis lyset tar oss е трети студиен албум на норвежката блек метъл група Burzum, записан през септември 1992 г. и издаден май 1994 г. от Misanthropy Records. Времетраенето на албума е 44 минути и 27 секунди. Корицата му представлява репродукция на картината „Просякът“ (Fattigmannen) на норвежкия художник от 19 век Теодор Кителсен. Песента „Et hvitt lys over skogen“ е била заменена с „Tomhet“ в официалното издание на албума.

## Състав
- Варг Викернес (Count Grishnackh) – вокали, всички инструменти

## Песни
| 1.    | Det Som En Gang Var       | 14:21 |
| 2.    | Hvis Lyset Tar Oss        | 8:04  |
| 3.    | Inn I Slottet Fra Drømmen | 7:51  |
| 4.    | Tomhet (инструментал)     | 14:12 |
| 44:27 |                           |       |